# Rosemarie Said Zahlan
Rosemarie Said Zahlan (àrab: روزماري سعيد زحلان, Rūzmārī Saʿīd Zaḥlān) (el Caire, 20 d'agost de 1936 - 22 de maig de 2006) fou una historiadora estatunidenca. Destaca pel seu registre dels esdeveniments històrics del Golf Pèrsic.